# Stahlnetz: In jeder Stadt …
 In jeder Stadt … ist der 15. Kriminalfilm der Fernsehreihe Stahlnetz. Die deutsche Erstausstrahlung erfolgte am 6. April 1962 im Ersten Programm der ARD.

## Handlung
Aus einem Hamburger Hafenbecken wird in einer Holzkiste die Leiche der 17-jährigen Gisela Brahms geborgen. Schnell stellt sich heraus, dass deren Eltern wenig über die Lebensgewohnheiten und den Umgang ihrer Tochter wussten, auch nicht, dass sie schwanger war, denn die Obduktion hat ergeben, dass Gisela beim Versuch einer unerlaubten Abtreibung gestorben ist. Einziger Anhaltspunkt der ermittelnden Beamten ist zunächst das Papier, mit dem die Kiste ausgelegt war und das nach Angaben der Kriminaltechnik von Wäschereien zum Verpacken fertiger Wäsche verwendet wird, sowie die darauf handschriftlich vermerkte Zahl 314. Durch die Aussage einer Klassenkameradin Giselas führt eine Spur zu dem windigen und polizeibekannten Fotografen Gregor Dibritzki, der jungen Mädchen Beziehungen zur Filmbranche vorgaukelt und sie zu Partys in seine Wohnung einlädt, die von zumeist älteren Herren besucht werden, und deren einziger Zweck es ist, sich mit den Mädchen zu amüsieren. Auch der angebliche Filmproduzent Alfons Schaffner gerät ins Visier der Ermittlungen. Er verspricht jungen Mädchen eine Filmkarriere, ist aber nur darauf aus, sie während der „Probeaufnahmen“ gefügig zu machen und zu missbrauchen.
Währenddessen klappert Kriminalsekretär Buchholz nach und nach die Wäschereien der Stadt ab und hat schließlich Erfolg. Das besagte Wäschepaket wurde an das Hotel „Niederländischer Hof“ geliefert, die Zahl 314 ist die Zimmernummer des Hotels. Dort hat bis vor kurzem ein Dr. Bertram aus Eckernförde gewohnt, in dem Kommissar Bade den Arzt vermutet, der die missglückte Abtreibung vorgenommen hat, denn Name und Adresse Bertrams finden sich auch in Schaffners Kartei. Als sich eines dessen Opfer an die Polizei wendet, kann Bade ein Schiff im Hafen ermitteln, auf dem Schaffner regelmäßig Partys stattfinden lässt. Hier finden er und Buchholz im Salon einen Abdruck am Boden, der den Maßen der Kiste entspricht, in der die tote Gisela Brahms gefunden wurde. Inzwischen meldet die Kriminalpolizei in Eckernförde, dass Dr. Bertram, offenbar aufgrund einer Warnung Schaffners, verschwunden sei und man lediglich einen Zettel mit der Notiz „Bielefeld, 16 Uhr 30“ gefunden habe. Bade vermutet, dass Dr. Bertram mit dem Zug nach Bielefeld unterwegs sei, doch ein anwesender Beamter der Wasserschutzpolizei weist sie auf ein Schiff gleichen Namens hin, das gerade dabei ist, den Hafen in Richtung Südamerika zu verlassen. Bade und Buchholz gelangen an Bord der „Bielefeld“ und können Bertram dort festnehmen.
Der Off-Sprecher verkündet am Schluss die Urteile: Dr. Bertram muss wegen fahrlässiger Tötung für drei Jahre ins Gefängnis, Wilhelm Schaffner wegen tätlicher Beleidigung in zwei Fällen für acht Monate. Gregor Debritzki wurde wegen des Verdachts der Kuppelei angeklagt, allerdings wegen Mangel an Beweisen freigesprochen. Im Anschluss daran sieht man, wie Dibritzki erneut eine junge Frau auf der Straße anspricht.

## Sonstiges
In Zusammenarbeit mit der Kriminalpolizei und der Wasserschutzpolizei wurde der Film in Hamburg gedreht, unter anderem im Hafen, am Anckelmannsplatz in der Nähe des U- und S-Bahnhofs Berliner Tor und der Straße An der Verbindungsbahn zwischen den Bahnhöfen Dammtor und Sternschanze. Im Abspann ist unter anderem die Mönckebergstraße zu sehen. Die Innenaufnahmen entstanden im heutigen Studio Hamburg. Für die Bauten war Albrecht Becker verantwortlich.
Der Titel der Folge bezieht sich darauf, dass die Handlung zwar in Hamburg spiele, sich die Ereignisse jedoch in jeder Stadt hätten ereignen können. Als Off-Sprecher fungiert zu Beginn und im Abspann Friedrich Schütter, im Laufe des Films kommentiert Heinz Engelmann als Kommissar Bade das Geschehen.
In einer kurzen Szene ist Wolfgang Völz als er selber bei Filmaufnahmen zu sehen. Die Episode ist in einer 2013 erschienenen DVD-Box mit sämtlichen Stahlnetz-Folgen enthalten.
Die Krimihomepage nennt irrtümlich Ernst Werner als Kameramann und den 7. November 1961 als Datum der Erstausstrahlung.

## Der eigentliche Fall
Ein ähnlicher Fall hatte sich wenige Jahre zuvor in Hamburg ereignet. Eltern hatten den Inhaber eines Fotostudios angezeigt, der den jungen Mädchen eine künstlerische Karriere in Aussicht gestellt hatte. Den Abtreibungsfall und den Tod eines Mädchens gab es allerdings in diesem Zusammenhang nicht.

## Kritiken
Die Fernsehzeitschrift Gong ging mit der Folge hart ins Gericht und urteilte wörtlich:

„Obwohl die Stahlnetzserie in Zusammenarbeit mit der Kriminalpolizei produziert wird, beginnt sie mehr und mehr ihre ursprüngliche Zielsetzung zu verleugnen, weil es anscheinend wichtiger ist, nach sensationellen Effekten zu haschen, als nüchtern zu informieren und zu warnen. Diese Beobachtung im Zusammenhang mit dem äußerst heiklen Thema der heutigen Folge berechtigt zu der zusammenfassenden Beurteilung: für Erwachsene, mit erheblichen Vorbehalten.“

Auch andere TV-Zeitschriften schlossen sich dieser Kritik an und bezeichneten die Folge als „kaum für Jugendliche geeignet“.